# Myscelia orsis
Myscelia orsis (denominada, em português: ametistina-real) é uma borboleta neotropical da família Nymphalidae, classificada por Dru Drury, em 1782, na obra Illustrations of Exotic Entomology: Containing Upwards of Six Hundred and Fifty Figures and Descriptions of Foreign Insects, Interspersed With Remarks and Reflections on Their Nature and Properties, sendo originalmente denominada Papilio orsis; encontrada no Brasil, sua localidade tipo, (incluindo os estados de Pernambuco e Alagoas, na Região Nordeste, Minas Gerais, Rio de Janeiro e São Paulo, na Região Sudeste, Paraná, Santa Catarina e Rio Grande do Sul, na Região Sul) e norte da Argentina (Misiones) em regiões de floresta primária e de floresta secundária, principalmente; avistada em áreas ensolaradas com maior frequência, como clareiras e beira de estradas, mas também habitando áreas sombreadas, onde possa procurar frutas fermentadas para seu alimento; embora possa também, ocasionalmente, se alimentar de excrementos de mamíferos, seiva de plantas ou até mesmo carcaças de animais.

## Descrição
É uma espécie que possui dimorfismo sexual bem aparente. Enquanto o macho é dotado de um azul intenso em suas asas, a fêmea é negra com fileiras de pontos e listras brancos ou levemente azulados. Ambos, macho e fêmea, possuem poucas manchas avermelhadas nas laterais das asas anteriores. Vistas inferiormente, sua padronagem é de folhagem seca. As dimensões do comprimento de suas asas são de 2,5 centímetros para o macho e 2,7 centímetros para a fêmea.

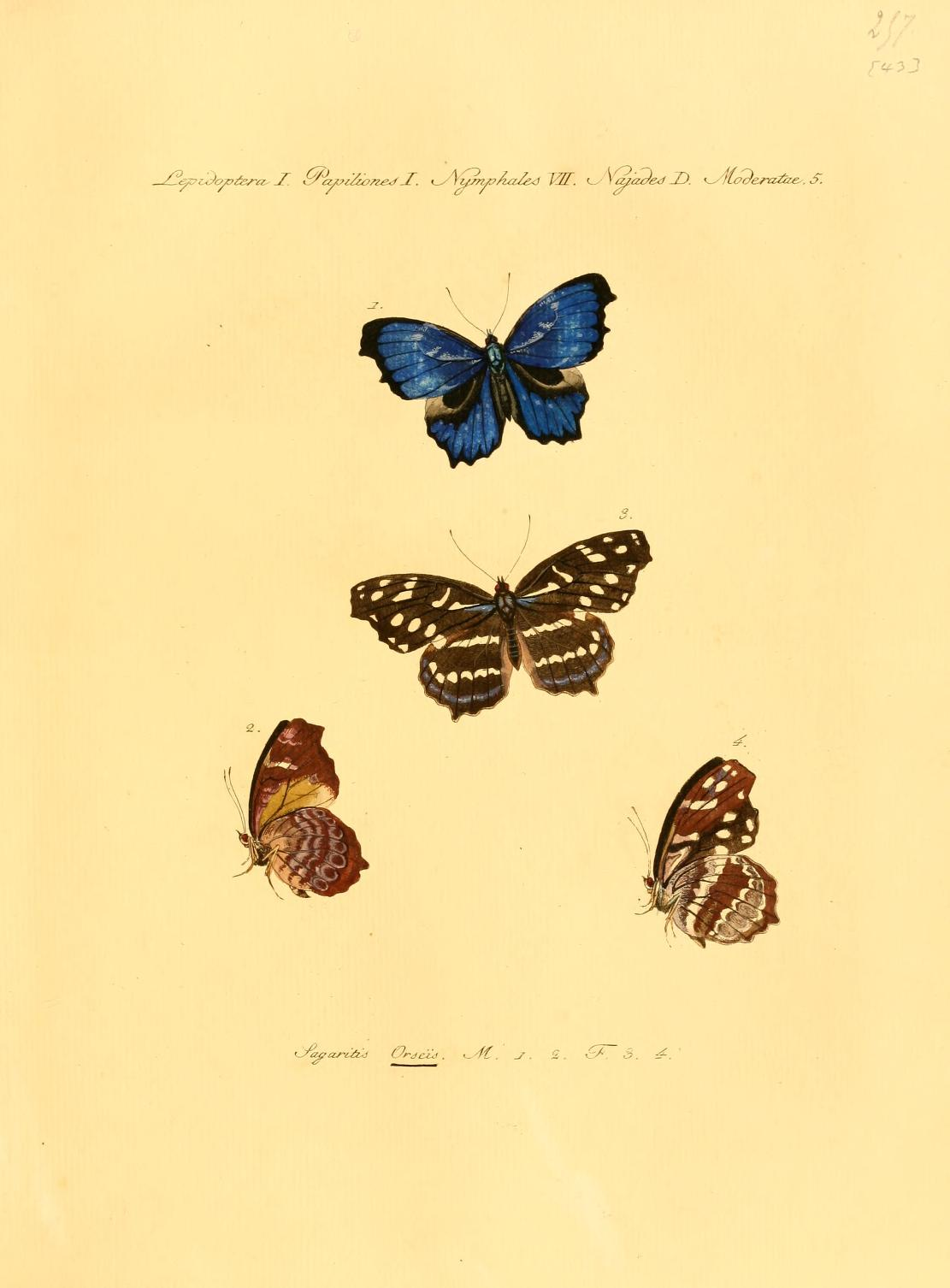
Macho, acima e abaixo à esquerda, e fêmea, ao centro e abaixo à direita, de M. orsis, em gravura de Hübner do ano de 1806.

## Planta-alimento
As lagartas se alimentam de plantas do gênero Dalechampia, da família Euphorbiaceae. Este grupo de plantas coloniza facilmente bordas da floresta e áreas de floresta secundária.

## Distribuição geográfica
A distribuição geográfica de Myscelia orsis abrange as regiões nordeste, sudeste e sul do Brasil, entre Pernambuco e Rio Grande do Sul até Misiones, na Argentina.